# Івалойокі
Івалойокі (фін. Ivalojoki, півн.-саам. Avviljohka, інарі-саамськ. Avveeljuuhâ) — річка на півночі Фінляндії у провінції Лапландія, що бере свій початок біля сопки Корсатунтурі та впадає в озеро Інарі неподалік селища Івало.
Довжина річки становить 180 км, площа басейну — 3884 м2.

## Географія

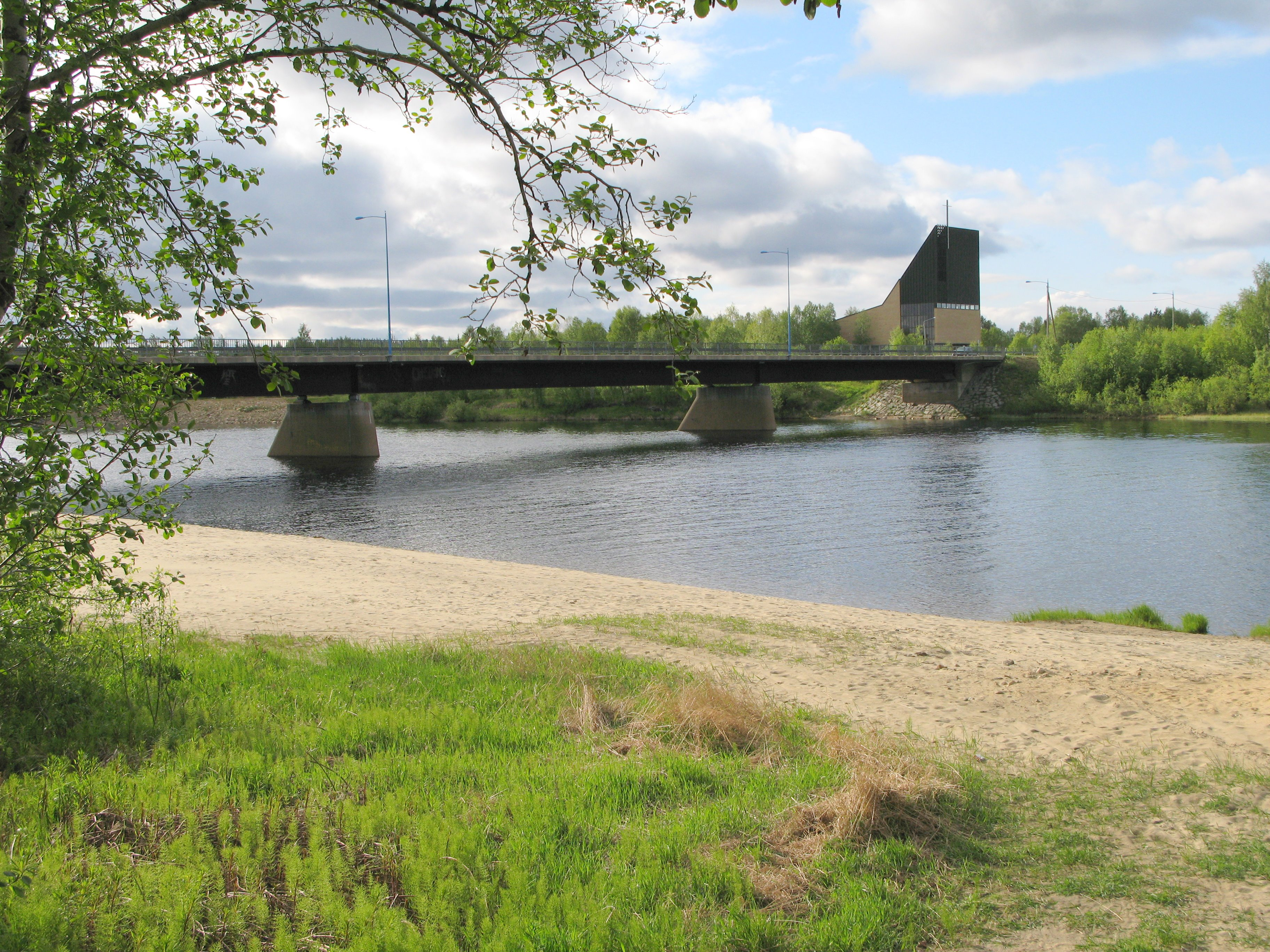
Міст через Івалойокі у селищі Івало (автошлях Е75); на задньому плані церква Івало

Витік річки Івалойокі лежить біля сопки Корсатунтурі, розташованій на межі громад Інарі та Енонтекіе. Перші струмки, що відходять від неї, лежать у болотах місцевості Пелтотунтурі на кордоні Фінляндії та Норвегії уздовж західної межі національного парку Лемменйокі. 
Майже по всій своїй довжині Івалойокі протікає по незаселених природних територіях. На початку вона спокійно тече через найпівденніші болота та ліси національного парку Лемменйокі, а приблизно на половині довжини річки починається територія заповідника Хаммастунтурі, по якій Івалойокі тече майже увесь свій шлях до гирла в озері Інарі, куди впадає, розділяючись на три частини та утворює дельту завдовжки 5 км, неподалік від селища Івало, що розташоване на обидвох берегах річки, яка тут є мілкою та звивистою.
Притоками Івалойокі є річки Репойокі й Толосйокі, а також відомі своїми родовищами золота Сотайокі та Кюляйокі.
Навесні під час танення снігу на річці часто починається льодохід, через що під мостами в Івало утворюються льодові дамби, які можуть спричинити масштабні повені. Часто цього зазнає центр Івало, а також низка поселень уздовж шосе Е75 — головної дороги міста, яка місцями проходить паралельно до Івалойокі.
До гирла річки в Івало від селища Куттура (єдиного населеного пункту із постійним поселенням у дикій природі) проходить стежка завдовжки 70 км. На цій ділянці є 30 порогів, а висота падіння становить 82,5 м.

## Пошуки золота

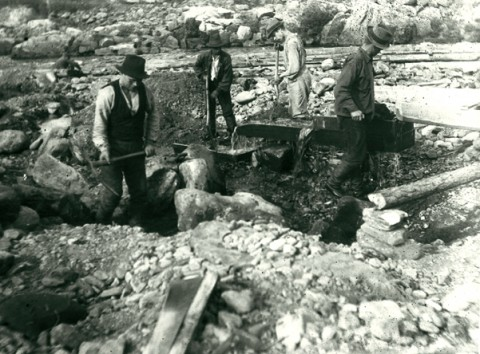
Пошуки золота у 1924 році

Івалойокі також відома як «золота річка» через Лапландську золоту лихоманку у 1870-х рр. ХІХ століття на ній та розташованій поруч із нею річкою Лемменйокі, що почалася після того, як двоє досвідчених золотошукачів у 1869 році вимили із води два кілограми золота. Для шукачів золота у 1870 році було засноване селище Култала (з фін. Kultala — «місце, де є золото»); зокрема про життя Култали розповідається у фільмі фінського режисера Оке Ліндмана 1999 року «Блиск лапландського золота» (фін. «Lapin kullan kimallus»). З часом у Култалі почало проводитися вивчення полярного сяйва.
До сьогодні сотні різних за розміром діючих родовищ золота розкидані уздовж самої річки та її притоків. Втім, вимивання золота можливе лише влітку — під час зими, яка триває тут з жовтня чи листопада і по квітень або травень, річка замерзає.

## Туризм

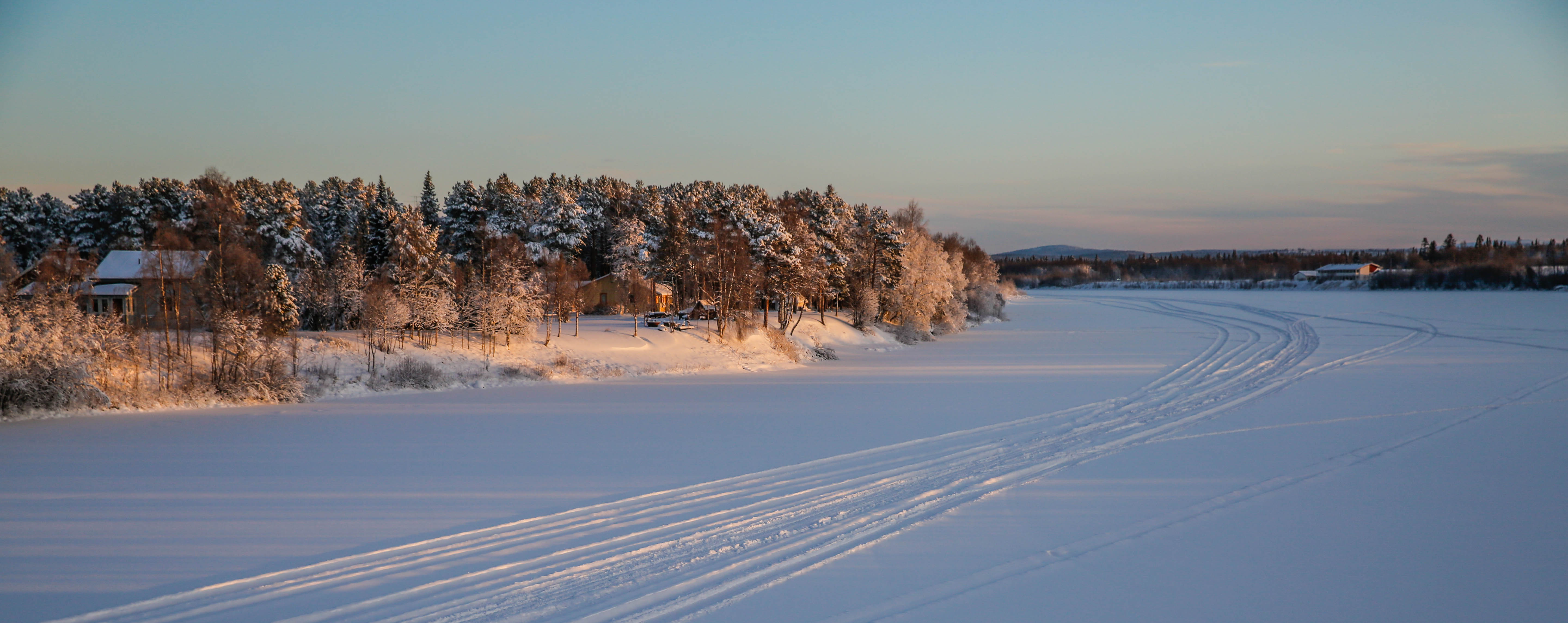
Замерзла річка Івалойокі біля міста Івало

Річка Івалойокі продовжує набирати популярність як місце для відпочинку. У 2005 році вона була обрані напрямком року на ярмарку Retki 2005. Смуга річних порогів завдовжки 60 км, що простягається між селами Куттура і Толонен, є традиційною ділянкою для туризму на каное та в останні роки стає популярною серед рафтерів. Пішохідні туристи по спеціальних стежках можуть здійснювати походи до місць, де проходив і досі триває видобуток золота. У Култалі, де наразі діє музей, через річку Івалойокі протягнуто підвісний міст.
Для рибалок тут є можливість ловити форель та харіуса; інколи вдається спіймати щуку або сига.